# New-York-City-Marathon 2001
Der New-York-City-Marathon 2001 war die 32. Ausgabe der jährlich stattfindenden Laufveranstaltung in New York City, Vereinigte Staaten. Der Marathon fand am 4. November 2001 statt.
Bei den Männern gewann Tesfaye Jifar in 2:07:43 h und bei den Frauen Margaret Okayo in 2:24:21 h.

## Ergebnisse

### Männer
| Platz | Athlet            | Land                   | Zeit (h) |
| ----- | ----------------- | ---------------------- | -------- |
| 01    | Tesfaye Jifar     | Äthiopien              | 2:07:43  |
| 02    | Japhet Kosgei     | Kenia                  | 2:09:19  |
| 03    | Rodgers Rop       | Kenia                  | 2:09:51  |
| 04    | Silvio Guerra     | Ecuador                | 2:10:36  |
| 05    | Hendrick Ramaala  | Südafrika              | 2:11:18  |
| 06    | Jon Brown         | Vereinigtes Königreich | 2:11:24  |
| 07    | John Kagwe        | Kenia                  | 2:11:57  |
| 08    | Joseph Chebet     | Kenia                  | 2:13:07  |
| 09    | Lahoussine Mrikik | Marokko                | 2:13:31  |
| 10    | Stephen Ndungu    | Kenia                  | 2:14:21  |

### Frauen
| Platz | Athletin           | Land               | Zeit (h) |
| ----- | ------------------ | ------------------ | -------- |
| 01    | Margaret Okayo     | Kenia              | 2:24:21  |
| 02    | Susan Chepkemei    | Kenia              | 2:25:12  |
| 03    | Svetlana Zacharova | Russland           | 2:25:13  |
| 04    | Joyce Chepchumba   | Kenia              | 2:25:51  |
| 05    | Esther Kiplagat    | Kenia              | 2:26:15  |
| 06    | Ljudmila Petrowa   | Russland           | 2:26:18  |
| 07    | Deena Drossin      | Vereinigte Staaten | 2:26:58  |
| 08    | Elena Paramonova   | Russland           | 2:30:03  |
| 09    | Madina Biktagirowa | Russland           | 2:31:14  |
| 10    | Elana Meyer        | Südafrika          | 2:31:43  |